# 室井健一
室井 健一（むろい けんいち、1970年10月16日 - ）は、日本競輪選手会徳島支部所属の競輪選手。日本競輪学校（当時。以下、競輪学校）第69期生。師匠は富原忠夫（競輪学校43期生）。

## 来歴
双生児（双子）の関係である、弟の室井竜二も競輪選手（競輪学校65期生）。また息子の室井蓮太朗も競輪選手（121期）であり、2024年6月18日からは史上4組目の親子同時S級在籍となっている。
徳島県立小松島西高等学校出身。しかし、競輪学校では双子は同期生になれなかったため、弟よりも遅れて入校している。同期には稲村成浩、横田努、澤田義和、豊岡弘、三和英樹らがいる。
1992年4月9日、一宮競輪場でデビューし2着。初勝利は同年同月10日の同場。
1994年、全日本新人王戦で、同期の横田に次いで2位。その後、1999年頃から現在に至るまで常時GI、GIIに参加実績を有しており、2007年のふるさとダービー（松阪競輪場）では3位に入っている。